# Vapor Toltén
El vapor Toltén fue un vapor de ruedas y casco de fierro construido en astilleros franceses llegado a Valparaíso bajo el mando de Leoncio Señoret que fue dado entonces a Juan José Latorre.
Durante la guerra del Pacífico fue empleado por la Armada de Chile, dotado de 4 cañones y utilizado como transporte de tropas.
Fue entregado a particulares en arrendamiento el año 1894 y en 1896 rematado públicamente a la Compañía Chilena de Remolcadores, desarmado y dejado como pontón. Su enajenación fue autorizada por ley n.º 358 de 9 de junio de 1896.
El 14 de agosto de 1900 se hundió tras ser embestido por la chata Julia durante un temporal.